# Fritz Hintze
Pour les articles homonymes, voir Hintze.
Fritz Hintze (né le 18 avril 1915 à Berlin ; mort le 30 mars 1993 à Berlin) est un égyptologue et archéologue allemand. Il est le fondateur de l'archéologie soudanaise en Allemagne.

## Biographie
Hintze a étudié de 1933 à 1940 à la Friedrich-Wilhelms-Universität de Berlin sous la direction de Hermann Grapow et a travaillé à partir de 1936 pour le Dictionnaire de la langue égyptienne. Il obtient son doctorat en 1944. Après le service militaire, il travaille à nouveau pour le dictionnaire. En 1947, il obtient son habilitation à l'université Humboldt, où il est nommé maître de conférences en 1947 et professeur en 1951. En 1957, il fonde l'Institut d'égyptologie, qui a été rebaptisé en 1968 Institut d'archéologie soudanaise et d'égyptologie. De 1956 à 1959, il a également été directeur de l'Institut de recherche sur l'Orient de l'Académie des sciences, dont il était membre depuis 1959. Il prend sa retraite en 1980.

## Travaux
Le principal domaine de recherche de Hintze est l'étude de la culture méroïtique en Nubie. Il entreprend des projets de recherche sur le terrain à Butana (1957-58) et Musawwarat es Sufra (1960-1970). Parmi ses élèves, on compte toute une génération d'égyptologues de RDA, dont une bonne partie se spécialise dans le Soudan de l'Antiquité, notamment Erika Endesfelder, Liselotte Honigmann-Zinserling, Irene Shirun-Grumach, Karl-Heinz Priese, Walter-Friedrich Reineke et Steffen Wenig.